# Aporocotyle macfarlani
Aporocotyle macfarlani är en plattmaskart. Aporocotyle macfarlani ingår i släktet Aporocotyle och familjen Sanguinicolidae. Inga underarter finns listade i Catalogue of Life.